# Conus bengalensis
Espèce
Statut de conservation UICN

 LC  : Préoccupation mineure
Conus bengalensis est une espèce de mollusques gastéropodes marins de la famille des Conidae.
Comme toutes les espèces du genre Conus, ces escargots sont prédateurs et venimeux. Ils sont capables de « piquer » les humains et doivent donc être manipulés avec précaution, voire pas du tout.

## Description
La taille de la coquille varie entre 60 mm et 148 mm.

## Distribution
Cette espèce marine est présente au large du Golfe du Bengale, de la Mer d'Andaman, de la Birmanie et de la Thaïlande.

### Niveau de risque d’extinction de l’espèce
Selon l'analyse de l'UICN réalisée en 2011 pour la définition du niveau de risque d'extinction, cette espèce est présente dans la baie du Bengale, la mer d'Andaman et au large du sud-est de l'Inde. Elle est localement commune dans toute son aire de répartition et il n'y a pas de menaces majeures connues. Elle est classée dans la catégorie " préoccupation mineure ".

## Taxonomie

### Publication originale
L'espèce Conus bengalensis a été décrite pour la première fois en 1968 par le malacologiste japonais Takashi A. Okutani (d),,.

### Synonymes
- Conus (Cylinder) bengalensis (Okutani, 1968) · appellation alternative
- Cylinder bengalensis (Okutani, 1968) · non accepté
- Darioconus bengalensis Okutani, 1968 · non accepté (combinaison originale)

### Sous-espèces
- Conus bengalensis bengalensis (Okutani, 1968)
- Conus bengalensis sumbawaensis (Verbinnen, 2022)

## Identifiants taxonomiques
Chaque taxon catalogué par les bases de données biologiques et taxonomiques possède un identifiant qui permet d'établir un point de référence. Les identifiants de Conus bengalensis dans les principales bases sont les suivants :
CoL : XWZF - GBIF : 5728355 - iNaturalist : 431867 - IRMNG : 10810520 - TAXREF : 155462 - UICN : 192738 - 